# Пеннінські Альпи (римська провінція)

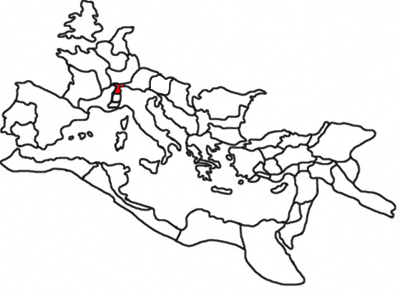
Римська провінція Пеннінські Альпи бл. 120 року.

Пеннінські Альпи (лат. Alpes Poenninae) — провінція Римської імперії, одна з трьох невеликих провінцій  в Альпах на кордоні сучасних Франції та Італії. Існувала з 15 до н. е. до 476 року. Основним призначенням цих провінцій було підтримання в порядку доріг через альпійські перевали. Пеннінські Альпи межували з Нарбонською Галлією на заході, Котськими Альпами на півдні, Верхньою Германією на півночі та Італією на сході.
За переказами, через перевал Великий Сен-Бернар в Пеннінських Альпах Ганнібал увійшов до Італії. Звідси і походить їхня назва (лат. Poenninae) від римського найменування карфагенян (лат. Poeni).